# チェリー・レッド・レコード
チェリー・レッド・レコード（Cherry Red Records）は、イギリスのインディーズ・レコードレーベルである。日本ではニュー・ウェイヴ全盛期の1980年代初頭にネオアコを中心とした作品の発表を行っていたレーベルとして知られている。近年は再発物のリリースを主としている。

## 概要・来歴
『チェリー・レッド』というレーベル名の由来は、イギリスのブルースバンド、グラウンドホッグス（The Groundhogs）による楽曲名をそのまま拝借したもの。
1971年にイエイン・マクナイ（Iain McNay）やリチャード・ジョーンズ（Richard Jones）らによってロンドンにて創立。なお、同レーベルに所属した最初のバンドは、1978年に契約したタイツ（The Tights）である。

## 主な所属アーティスト
※過去に所属していたアーティストも含む。
- エブリシング・バット・ザ・ガール (everything but the girl)
- コーネリアス (Cornelius) ※アルバム『SENSUOUS』
- タイツ (The Tights)
- デッド・ケネディーズ (Dead Kennedys)
- トレーシー・ソーン (Tracey Thorn)
- マリン・ガールズ (Marine Girls)
- ファンタスティック・サムシング (Fantastic Something)
- フェルト (Felt)
- ベン・ワット (Ben Watt)
- モノクローム・セット (The Monochrome Set)
- モーマス (Momus)
- ルーク・ヘインズ (Luke Haines)

## サッカーとの関わり
AFCウィンブルドンサポーターのイエイン・マクナイをはじめとして、レーベルのスタッフの多くが熱心なフットボール・サポーターである。そのため、イギリス国内のサッカークラブをフィーチャーしたアルバムを多く発表している。ジャケットにはクラブエンブレムや選手の写真が使われている。
1989年に初めて『4-2-4』というコンピレーション・アルバムを発売したところ、少数販売ながらもリスナーからの高い評価を得たことがはじまりである。現在リリースされているアルバムには以下の種類があり、一つのクラブでも複数のアルバムがある。
- プレミア・リーグ （15クラブ）
- スコットランド・リーグ （6クラブ）
- 代表チーム （4チーム）
- フットボールリーグ・チャンピオンシップ （15クラブ）

過去にはデヴィッド・ベッカム、エリック・カントナ、ジョージ・ベストなど、選手個人を讃えたアルバムも発売された。これらのアルバムには選手のコメントやレーベル所属アーティストの曲が収録されている。
2004年の時点で既に50タイトルを出しており、世界で最も多くサッカー・アルバムをリリースしているレーベルといえる。